# Centro Comercial Salera
Salera es un centro comercial localizado en la ciudad de Castellón de la Plana (Comunidad Valenciana, España).

## Características
El centro fue inaugurado el 14 de noviembre de 2006 siendo abierto al público el día 15 del mismo mes. El centro comercial fue promovido por ING Real Estate Spain Holding SAU y es gestionado por CBRE.
Es el mayor centro comercial de la provincia de Provincia de Castellón, y cuenta con una área de influencia de las comarcas Plana Baja y Plana Alta de 451 922 habitantes.

## Tiendas
Salera cuenta con un total de 150 locales y unos multicines con 13 salas.
Las principales locomotoras del centro son el hipermercado Alcampo, Zara, Primark y Cinesa
Además cuenta con la presencia de numerosas marcas conocidas tales como Jack&Jones, C&A, Tous, Springfield o tiendas del grupo Inditex como Zara, Bershka, Stradivarius, Lefties, Pull&Bear, Oysho, Zara Home o Massimo Dutti, y con varias zapaterías, perfumerías, tiendas dedicadas a la decoración del hogar o para equipamiento deportivo.
En referencia a la zona de ocio, cuenta los multicines Cinesa, el gimnasio DreamFit y la bolera Ilusiona así como restaurantes como Mc Donalds, La Tagliatella, Taco Bell, Fosters Hollywood, Pizzería San Luis o Los 100 Montaditos.
También hay constancia de tiendas que dejan mucho que desear como es el caso de el Alcampo que destaca por su falta de profesionalidad por parte del personal (especialmente el cuerpo de seguridad, siendo más concretos cierto miembro femenino de carácter desagradable), mal estado del recinto, así como de sus productos, los consumidores habituales del centro comercial han expresado quejas hacia este establecimiento, generalmente con tono despectivo, pero el centro comercial se ha desentendido por completo de estas quejas hasta el momento, cosa que esperemos que no siga así.

## Accesos
Se puede llegar en vehículo propio o caminando. Además también se puede acceder a través del transporte público, mediante autobús, por la línea 4, línea 7, línea 10 y línea 16.